# Morphisches Feld

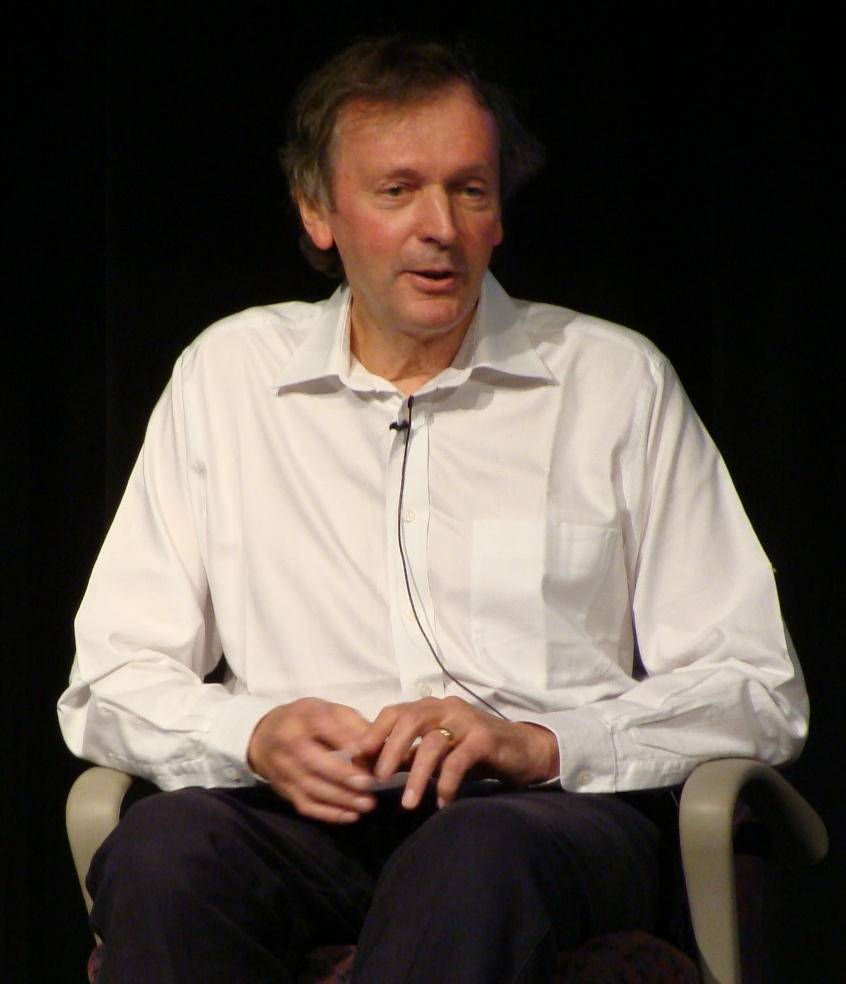
Rupert Sheldrake (2008)

Als morphisches Feld (engl. „morphic field“), ursprünglich auch als morphogenetisches Feld, bezeichnet der britische Biologe Rupert Sheldrake ein hypothetisches Feld, das als „formbildende Verursachung“ für die Entwicklung von Strukturen sowohl in der Biologie, Physik, Chemie, aber auch in der Gesellschaft verantwortlich sein soll. Von der Wissenschaftsgemeinde wird die Hypothese als pseudowissenschaftlich eingestuft, dennoch wird die wissenschaftliche Überprüfung der Hypothese in Einzelfällen gefordert.
Der in der Entwicklungsbiologie verwendete Begriff des morphogenetischen Feldes ist nicht identisch mit den von Sheldrake angenommenen Feldern.

## Ausgangspunkt
Sheldrake studierte Biochemie am Clare College der Universität Cambridge und Philosophie an der Universität Harvard. Er interessierte sich dafür, wie Pflanzen und auch alle anderen Lebewesen ihre Form erhalten. Eine einzelne Zelle spaltet sich in anfangs identische Kopien, die mit jeder weiteren Zellteilung spezifische Eigenschaften annehmen; einige Zellen werden zu Bausteinen von Blättern, andere bilden Sprossachsen. Diese Differenzierung genannte Veränderung ist irreversibel.
Die Entwicklung von einer einzelnen Zelle zu einem komplexen Organismus ist Gegenstand der Entwicklungsbiologie. Die wichtigsten Mechanismen bei der Differenzierung der Organismen wurden von ihr aufgeklärt. Seit den 1920ern wurde diskutiert, dass die Regulation der Entwicklung eines Embryos sowie die Gliedmaßenregeneration die Existenz unbekannter „morphogenetischer Felder“ impliziere. Abgelöst wurde die Diskussion durch die Entdeckung der differentiellen Genexpression, die die Musterbildung zumindest zum großen Teil erklären konnte. Erst in den 1990ern wurden Faktoren gefunden, die tatsächlich solche „Felder“ festlegen – sie werden als Morphogene bezeichnet.

## Hypothese
In der von Sheldrake entwickelten Theorie wird die Existenz eines universellen Feldes postuliert, welches das „Grundmuster“ eines biologischen Systems kodieren soll. Er nahm zunächst Bezug auf den davor bereits bestehenden Begriff des morphogenetischen oder Entwicklungsfeldes, formulierte diesen aber im Rahmen seiner Hypothese neu.
Nach Sheldrakes Ansicht ist es einer Form, die bereits an einem Ort existiert, ein Leichtes, auch an irgendeinem anderen Ort zu entstehen. Nach dieser Hypothese wirkt das morphische Feld nicht nur auf biologische Systeme, sondern auf jegliche Form, beispielsweise auch auf die Bildung von Kristallstrukturen. Das nannte Sheldrake 1973 ein morphisches Feld, später auch das Gedächtnis der Natur. Seine Hypothese veröffentlichte er 1981 in seinem Buch A New Science of Life (deutsch: „Das schöpferische Universum. Die Theorie des morphogenetischen Feldes“).
In seinem 1988 veröffentlichten Werk Presence of the Past: A Field Theory of Life. (deutsch: „Das Gedächtnis der Natur. Das Geheimnis der Entstehung der Formen in der Natur“) erweiterte er seine Hypothese dahingehend, dass die morphischen Felder auch die Naturgesetze selbst erfassen. Nach dieser Sichtweise bestünde die Natur möglicherweise nicht aus Naturgesetzen, sondern eher aus Gewohnheiten.
Im Unterschied zum elektromagnetischen Feld als „energetischem Typus der Verursachung“ soll dieses Feld keine Energie zur Verfügung stellen. Die Hypothese eines morphischen Feldes dient als Erklärungsmodell für das genaue Aussehen eines Lebewesens (als Teil seiner Epigenetik) und sollte am Verhalten und der Koordination mit anderen Wesen beteiligt sein. Dieses morphische Feld soll eine Kraft zur Verfügung stellen, welche die Entwicklung eines Organismus steuert, sodass er eine Form annimmt, die anderen Exemplaren seiner Spezies ähnelt. Ein Rückkoppelungsmechanismus namens morphische Resonanz soll sowohl dieses Muster verändern als auch erklären, warum etwa Menschen während ihrer Entwicklung die charakteristische Form ihrer Art annehmen.
Bereits 1958 hatte der Chemiker und Philosoph Michael Polanyi in seinem Buch Personal Knowledge: Towards a Post-Critical Philosophy (S. 348–359) ein sehr ähnliches Konzept entwickelt, das er ebenfalls als morphogenetische Felder bezeichnet hatte. Andere Vorläufer sind die ebenfalls weitgehend unbeachtete Theorie morphogenetischer Felder des Biologen Alexander Gurwitsch aus den 1920er Jahren und die noch ältere, um die vorhergehende Jahrhundertwende erdachte Entelechie-Theorie des Embryologen Hans Driesch.

## Begründungen
Einer von Sheldrakes Beweisbausteinen war eine Arbeit des Forschers William McDougall von der Harvard-Universität, der in den 1920er Jahren Lernverhalten von Ratten in Labyrinthen untersucht hatte. McDougall hatte beobachtet, dass Ratten schneller aus einem Labyrinth herausfanden, nachdem andere Ratten bereits den Weg heraus gefunden hatten. Zunächst benötigten die Ratten durchschnittlich 165 Versuche, bevor sie durch das Labyrinth fanden, aber einige Generationen später gelang es Ratten bereits nach 20 Versuchen. Für die Versuche wurde stets dasselbe Labyrinth verwendet; Geruchsspuren, die den schnelleren Erfolg der Ratten erklären, wurden außer Acht gelassen. McDougall glaubte hingegen, dass der Grund dafür in einer Art von Lamarckschem Evolutionsprozess lag, und Sheldrake sah darin den Beweis für die Existenz eines morphischen Feldes. Die ersten Ratten im Labyrinth schufen nach seiner Ansicht ein Lernmuster innerhalb eines „Rattenfeldes“, auf das die Nachkommen dieser Ratten zurückgreifen konnten, selbst wenn sie nicht miteinander verwandt waren.
Ein anderes Beispiel kam aus der Chemie, in der sich ein anderes noch ungeklärtes „Lernverhalten“ bei der Züchtung von Kristallen abspielte. Wenn eine neue chemische Verbindung erstmals hergestellt wird, geht der Kristallisationsprozess langsam vonstatten. Sobald andere Forscher das Experiment wiederholen, stellen sie fest, dass der Prozess schneller abläuft. Chemiker schreiben dies der gestiegenen Qualität späterer Experimente zu, da die dokumentierten Fehler der früheren Versuche nicht erneut begangen wurden. Sheldrake hingegen hielt dies für ein weiteres Beispiel morphogenetischer Felder. So hätten die zuallererst gezüchteten Kristalle ein Feld erschaffen, auf das die Kristalle der später durchgeführten Experimente zurückgegriffen hätten.
Seitdem kam eine Reihe von anderen Beispielen hinzu. Sowohl das Verhalten von Affen in Japan beim Putzen ihrer Nahrung als auch die Fähigkeit europäischer Vögel, das Öffnen von Milchflaschen zu lernen, wurden als Beispiele einer „nichtlokalen“ Kraft bei Verhalten und Lernfähigkeit angeboten.

### Termiten-Experiment
Morphische Felder werden von Sheldrake postuliert, um die Ganzheitlichkeit selbstorganisierender Systeme zu erklären. Er leitet aus seinen Beobachtungen ab, dass man diese nicht allein durch die Summe ihrer Bestandteile oder deren Wechselwirkungen erklären kann. Sheldrakes Gedankenmodell von der Ausprägung selbstorganisierender Systeme durch morphische Felder ordnet demnach Atome, Moleküle, Kristalle, Zellen, Gewebe, Organe, Organismen, soziale Gemeinschaften, Ökosysteme, Planetensysteme, Sonnensysteme und Galaxien. Mit anderen Worten, sie ordnen Systeme auf allen Stufen der Komplexität und sind die Grundlage für die beobachtete Ganzheit der Natur, die mehr ist als die Summe ihrer Teile. Dies kann als erste, vereinfachte Definition für morphische Felder dienen.
Als populärwissenschaftlichen Aufhänger seiner Theorien verwendet Sheldrake häufig Hinweise auf ein Experiment, das der südafrikanische Naturforscher Eugène Marais angeblich in den 1920er Jahren durchgeführt hat: In einen Termitenbau wird ein durchgehender, senkrechter Spalt von mehreren Zentimetern Breite geschlagen. Danach wird in dessen Mitte eine über die Ränder hinausragende Stahlplatte fixiert, sodass die beiden Hälften des Baus voneinander getrennt, die Schnittflächen aber noch offen sind. Dies habe nun nicht verhindern können, dass die Termiten auf beiden Seiten der Platte bei der Reparatur des Schnittes ähnliche Bögen errichten, die sich ohne die Platte exakt treffen würden. Marais berichtet in seiner Schrift The Soul of the White Ant zwar über diese angebliche Beobachtung, macht aber keinerlei spezifische Angaben etwa über die Breite des Schnittes etc. Detaillierte Angaben, wie exakt sich die Konstruktionen tatsächlich treffen, liegen ebenfalls nicht vor.
Eine weitere Beobachtung Marais’, auf die Sheldrake häufiger Bezug nimmt, nämlich das Einstellen jeglicher Tätigkeit des Termitenvolkes beim Tod der Königin, ist in der Tat nachweisbar. Die Wissenschaft führt dies heute in der Regel auf das Ausbleiben von Pheromonausscheidungen der Königin zurück, die aufgrund geringster Konzentrationen schwer messbar sind.
Sheldrakes Kernaussage ist im Bezug auf die Ideen von Marais die, dass es einen übergeordneten Plan geben müsse, nach dem die Termiten ihren Bau konstruieren und reparieren. Da dieser Plan nicht in einer kleinen Termite selbst vorhanden sein könne, müsse er außerhalb zu suchen sein. Kritiker wenden dazu ein, dass Marais wie Sheldrake das „Prinzip der bedingten Wahrscheinlichkeiten“ übersähen: Kleine Änderungen, die nach bestimmten Regeln verlaufen, führen in ihrer Addition zu einer hohen Komplexität, ohne dass ein Gesamtplan überhaupt vorliegen müsse.

## Weitere Arbeiten
1994 veröffentlichte Sheldrake das Buch Sieben Experimente, die die Welt verändern könnten. Darin schlägt Sheldrake sieben Experimente vor, mit deren Hilfe sich seine Hypothese bestätigen oder widerlegen ließe:
- Ein Experiment zur Überprüfung der in einigen Fällen berichteten Fähigkeit von Haustieren, die Rückkehr ihres Besitzers vor dessen Ankunft zu spüren.[11]
- Ein Experiment zur Fähigkeit von Brieftauben, zu ihrem Taubenschlag zurückzufinden. Normalerweise wird diese auf ein magnetfeldempfindliches Sinnesorgan der Taube zurückgeführt.
- Ein Experiment zur hochorganisierten Struktur von Termitenvölkern.
- Ein Experiment zum Spüren, dass man von hinten angestarrt wird.
- Ein Experiment zu Wahrnehmungen in Phantomgliedmaßen nach der Amputation (siehe: Phantomschmerz).
- Die Kritik der Konstanz der universalen Gravitationskonstante. Bisher wissenschaftlich nicht untersucht, da Sheldrake noch keine falsifizierbare Hypothese zu dieser Frage angab.
- Ein Experiment zur Wirkung der Erwartungen des Experimentators auf das Experiment. Normalerweise wird diese erklärt im Rahmen des Versuchsleitereffekts.

Eines dieser Experimente veröffentlichte er in der Studie Der siebte Sinn der Tiere (1999). Die Studie wird häufig als methodisch mangelhaft abgelehnt.
Im Jahr 2003 schrieb er in Der siebte Sinn des Menschen über eine Wahrnehmung, die von sehr vielen Menschen berichtet wird. Das Buch enthielt ein Experiment, bei dem die Versuchspersonen mit angelegten Augenbinden entscheiden mussten, ob sie von hinter ihnen sitzenden Personen angestarrt würden. Die Entscheidung, ob die hinten sitzende Person gerade die Versuchsperson mit der Augenbinde anschaute oder woanders hin blickte, wurde per Zufall ermittelt (Münzwurf oder Zufallszahlentabelle). Nach einem Signal in Form eines lauten Klickgeräuschs musste die Versuchsperson entscheiden, ob sie gerade angestarrt wurde. Falls die Versuchspersonen falsch geraten hatten und man ihnen das erzählte, rieten sie bei künftigen Versuchen seltener falsch. Nach zehntausenden von Einzelversuchen lag der Punktestand bei 60 Prozent, wenn die Versuchsperson angestarrt wurde (also über dem Zufallsergebnis), aber nur bei 50 Prozent, wenn sie nicht angestarrt wurde (was dem Zufallsergebnis entspricht). Dieses Ergebnis weist auf einen schwachen Sinn für das Angestarrtwerden hin, und auf keine Sinneswahrnehmung dafür, nicht angestarrt zu werden. Sheldrake behauptet, diese Experimente seien sehr oft und mit übereinstimmenden Ergebnissen in Hochschulen in Connecticut und Toronto sowie in einem Wissenschaftsmuseum in Amsterdam wiederholt worden.
Von 2005 bis 2010 war Sheldrake Direktor des Perrott-Warrick-Projekts, das aus einer dem Trinity College in Cambridge zugutegekommenen Stiftung finanziert wird. Das Projekt untersuchte unerklärte Fähigkeiten von Menschen und Tieren.

## Rezeption in den Naturwissenschaften
Die in seinem ersten Werk (A New Science of Life von 1981) vorgestellte Hypothese der formgebenden Verursachung wurde von der Wissenschaftsgemeinde nach anfänglichem Interesse im Wesentlichen ignoriert.
Eine Mehrheit der Wissenschaftsgemeinde betrachtet die Hypothese heute als pseudowissenschaftlich. Es gibt aber auch Gegenstimmen, die zumindest eine Überprüfung der Hypothese fordern, darunter David Bohm und Hans-Peter Dürr, die in Sheldrakes Theorien einen möglichen Ansatz für einen Brückenschlag zwischen der Biologie und den Erkenntnissen der modernen Physik sehen.
In seinem späteren Werk (The Presence of the Past von 1988) betrachtet Sheldrake sogar die Naturgesetze selbst nicht als unabhängige und unveränderliche Modelle, sondern als Gewohnheiten. Der wissenschaftliche Nutzen dieser Hypothese ist wegen ihrer mangelnden Falsifizierbarkeit in Frage gestellt worden.
Aus Sicht der Wissenschaftsphilosophie kann die Existenz der Sheldrake'schen Felder als Hypothese bezeichnet werden, aus der bisher mangels Beweis keine naturwissenschaftliche Theorie hervorgegangen ist. Die Hypothese hat jedoch beträchtliches populärwissenschaftliches Interesse erregt. Insbesondere in der New-Age-Szene ist Sheldrakes Werk berühmt geworden. Dort fand man es wegen seiner ganzheitlichen Weltsicht interessant und sah darin ein Beispiel dafür, wie ein „echter Wissenschaftler“ von der Gemeinschaft der Wissenschaftler herabgesetzt wurde.

### Kritik an Sheldrakes Experimenten
Sheldrakes Experimente werden ähnlich kontrovers diskutiert wie seine Hypothese. Neuerdings bittet er potentielle Experimentatoren, sein Anstarr-Experiment zu erweitern, indem sie einfach nur ein Formular auf seiner Webseite ausfüllen und auf diese Weise ihre Resultate einsenden. Sheldrake behauptet, auf diese Weise eine herausragende, breit angelegte Studie zu erhalten, die Menschen aus aller Welt und aus allen Gesellschaftsschichten umfasse. Kritiker weisen Sheldrake darauf hin, dass er auf diese Weise lediglich nutzlose Informationen von Leuten einsammele, die nicht die geringste Ahnung von der Durchführung kontrollierter Experimente hätten. Darüber hinaus sei praktisch garantiert, dass auf Grund des Versuchsleitereffekts nur erfolgreiche Resultate ausgewählt würden, weil es unwahrscheinlich sei, dass Menschen, die dieses Experiment durchführen, nicht daran glauben, dass es funktioniert.
Sheldrake beharrt darauf, dass diese Skepsis nicht vom Charakter seiner Arbeit herrühre, sondern auf vorgefasste Meinungen zurückgehe, welche die Wissenschaftler ihm gegenüber hätten. Sein Ansatz zur wissenschaftlichen Methode basiere auf Darwins sorgfältigen Beobachtungen und entferne ihn von der Molekularbiologie und deren Konzentration auf die Funktionsweise von Genen, Enzymen, Proteinen und Zellen. Sein Ansatz sei eine Herausforderung an das mechanistische Paradigma, das die Biologie als eine Funktion von Chemie und Physik sehe. Der Materialismus des 19. Jahrhunderts habe teilweise zu Gentechnologie und Biotechnologie geführt, sich aber gleichzeitig von einem Verständnis des Bewusstseins entfernt, wonach seine Theorie über Felder strebe.
Kritiker interpretieren den Mangel an Vertrauen in Sheldrakes Theorien als das Ergebnis des Mangels überzeugender experimenteller Beweise. Seit den 1970er Jahren, in denen Sheldrake seine Theorie erstmals vorgeschlagen hat, wurden außerdem Fortschritte beim Verständnis der Frage gemacht, wie aus genetischem Material eine bestimmte Form entsteht. Andere Theorien werden daher in diesem Gebiet gegenüber Sheldrakes bevorzugt, da sie die beobachteten Prozesse bei der Musterbildung besser beschreiben.

## Rezeption in den Kulturwissenschaften
Unbeschadet der naturwissenschaftlichen Kritik an der Methodik Sheldrakes wurde seine Theorie der morphischen Felder von einzelnen Kulturwissenschaftlern im Sinne einer heuristischen Theorie rezipiert. Ihnen geht es nicht um die Frage naturwissenschaftlicher Verifizierbarkeit. Vielmehr dient ihnen die Theorie der morphischen Felder als Paradigma der Wahrnehmung, Beschreibung und Interpretation sozialer und kultureller Phänomene, die ihrer Meinung nach auf andere Weise bislang nicht konsistent erfasst werden konnten.
Der religionsphänomenologisch arbeitende Göttinger Praktische Theologe Manfred Josuttis etwa zieht die Theorie der morphischen Felder heran, um mit ihrer Hilfe ritualtheoretische und poimenische Phänomene zu beschreiben:

„Religiöse Praxis hat deswegen soviel mit Wiederholung zu tun, weil man auf diese Weise immer stärker nicht nur, wie es eine sozialpsychologische Betrachtung interpretieren würde, von der Bindekraft einer Gemeinschaft, sondern weil man von der formbildenden Kraft eines Feldes erfasst wird. Ein Mantra kann repetiert werden, ein Konfirmationsspruch soll das künftige Leben gestalten. Und religiöse Erfahrung wird in ihrer Breite und Intensität auch durch kumulative Aspekte bestimmt. Der Einfluss morphogenetischer Felder ist um so größer, je mehr die eigene Resonanz des Betroffenen und die Fremdresonanz vergangener und gegenwärtiger Formen zusammenwirken. In die individuelle Erfahrung fließen deshalb immer auch räumlich und zeitlich entfernte Erfahrungen ein. Dass in den religiösen Exerzitien immer wieder die Reinhaltung heiliger Formen, die genaue Reproduktion einzelner Gebärden und die Abgrenzung gegen andere Kultpraktiken angemahnt werden, bekäme auf diesem Hintergrund einen nicht gesetzlichen, sondern gesetzmäßigen Sinn.“

Vor diesem Hintergrund kann Josuttis auch die Seelsorge als Arbeit im morphischen Feld beschreiben:

„Seelsorge würde dann darin bestehen, das Kraftfeld des heiligen Geistes durch gestaltete morphische Resonanz so zu realisieren, dass schädigende Mächte beseitigt werden und heilende Ströme neue Strukturen schaffen.“

Die islamische Psychologin Michaela M. Özelsel erblickt in der Theorie der morphischen Resonanz eine Möglichkeit zur Beschreibung der Differenz westlicher Psychologien zur Psychologie des Sufitums:

„Obwohl Jungs Konzept des 'Kollektiven Unbewussten' über Freuds individuellen Ansatz hinausgeht, ist es doch für den menschlichen Erfahrungsbereich konzipiert. Die Betrachtungsweise des Sufitums (Vahdet al-Vudschud) ist sehr viel umfassender: Sie beinhaltet zwar Jungs Konzept, geht aber über menschliche Erfahrungen der Vergangenheit, Gegenwart und Zukunft hinaus. Zu den unbewussten Kräften gehören auch die der animalischen, vegetativen und anorganischen Seinsstufen, zusätzlich zu menschlichen, spirituellen und universalen Zuständen. Dieser Ansatz beschränkt sich also keineswegs auf Phantasien, Träume, Illusionen und frühe Formen gedanklicher Prozesse, sondern umfasst auch die organischen und psychospirituellen Verbindungen zwischen dem Menschen und der Natur – und damit die universale Wirklichkeit (al haqq).“

Die Theorie der morphischen Felder wird darüber hinaus im Kontext der raumbezogenen Gesellschaftsanalyse durch den US-amerikanischen Soziologen Michael Mayerfeld Bell rezipiert. Er geht davon aus, dass Personen, die dauerhaft an einem Ort präsent waren, diesem Ort ihren „Geist“ („Ghost of Place“) im Sinne einer „Atmosphäre“ oder „Aura“ hinterlassen und dadurch Handlungen, Gedanken und Intuitionen Dritter hervorrufen, die sich später an diesem Ort aufhalten.